# Quatermass

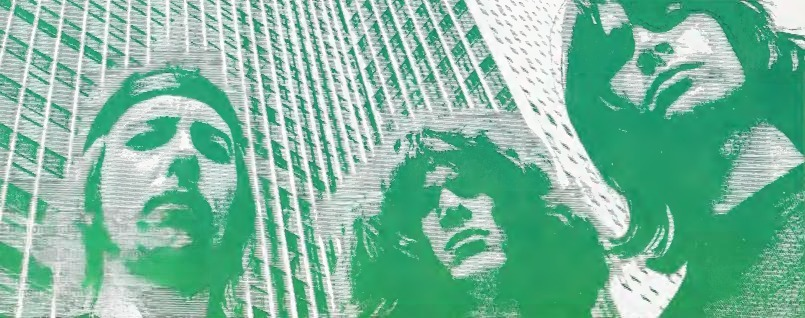
Quatermass

Quatermass est un groupe de rock progressif anglais basé à Londres, actif de 1969 à 1971. Il a existé aussi, au milieu des années 90, un autre groupe appelé Quatermass II, qui lui est lié.

## Biographie
Constitué sous forme d'un power trio qui, à la façon des Nice, met en avant l'orgue Hammond, le groupe rassemble le bassiste-chanteur John Gustafson, le claviériste J. Peter Robinson, qui a déjà travaillé notamment avec Chris Farlowe, ainsi que le batteur Mick Underwood. Mick Underwood a joué auparavant avec Ritchie Blackmore au sein des Outlaws tandis que John Gustafson a été membre de The Big Three et The Merseybeats, entre autres. Mick Underwood a également tenu la batterie au sein des Episode Six, où il a été rejoint par John Gustafson après le départ de Roger Glover (à la suite de Ian Gillan) pour Deep Purple.
Le nom du groupe s'inspire du professeur Bernard Quatermass, un physicien de fiction qui est le personnage principal de plusieurs séries télévisées de la BBC dans les années 1950. Les trois musiciens signent avec le label progressive d'EMI,   Harvest Records.
Leur seul et unique album, au titre éponyme, sort en mai 1970, flanqué du Single Black Sheep of the Family. L'ambitieux Laughin' Tackle inclut 16 violons, 6 altos, 6 violoncelles et 3 contrebasses dans un arrangement de Robinson et est ponctué d'un solo de batterie d'Underwood. Remarquable également par sa pochette conçue par Storm Thogerson d'Hipgnosis, l'album ne recueille finalement qu'un succès d'estime et Quatermass se sépare en avril 1971.
Tandis qu'Undewood rejoint Paul Rodgers au sein de l'éphémère groupe Peace,  Gustafson forme le groupe Hard Stuff (Bullet) avec d'anciens membres d'Atomic Rooster. Il devient membre, de 1973 à 1975, de Roxy Music avant d'être recruté par Ian Gillan pour son Ian Gillan Band. Underwood, qui est resté en contact avec Ritchie Blackmore et Ian Gillan (il visite notamment Deep Purple durant l'enregistrement d'In Rock), rejoint à son tour, en 1979, le chanteur au sein du groupe Gillan.
C'est avec un autre ex-membre de Deep Purple, Nick Simper, qu'Underwood fonde Quatermass II. Gustafson participe à deux chansons sur l'album Long Road en 1997 mais Robinson, qui mêne depuis 1985 une riche carrière de compositeur de musiques de films, est absent. C'est Don Airey qui tient dès lors les claviers.

## Black Sheep Of the Family
Il est à noter que, bien qu'extérieur au groupe, le guitariste Steve Hammond, que Robinson a déjà plusieurs fois côtoyé lors de diverses sessions d'enregistrement, est le compositeur de trois plages de l'album Quatermass, dont Gemini et Black Sheep of the Family. 
Cette dernière chanson paraît également, à la même époque, sur un album de Chris Farlowe et du groupe The Hill  ainsi qu'en face B d'un 45 tours issu du second album de Fat Mattress, Steve Hammond jouant de la guitare sur ces deux versions. 
Black Sheep of the Family suscite plus tard l'intérêt de Ritchie Blackmore au point qu'il en propose une reprise pour l'album de Deep Purple Stormbringer(1974). Devant le refus des autres membres du groupe, il en fait le premier enregistrement de son groupe Rainbow. En retour, cette reprise favorise une nouvelle publication de Quatermass et renforce son statut d'album culte des années 1970.

## Membres
- John Gustafson - chant, basse
- J. Peter Robinson - claviers
- Mick Underwood - batterie

## Discographie
- 1970 : Quatermass, republié en 1975 et puis, sous forme de double CD de luxe, en 2013